# La ley del deseo
La ley del deseo es una película española escrita y dirigida por Pedro Almodóvar y estrenada el 7 de febrero de 1987. Está protagonizada por Eusebio Poncela, Carmen Maura y Antonio Banderas.

## Argumento
Pablo Quintero (Eusebio Poncela) es un exitoso director de cine y teatro gay que acaba de estrenar su última obra, El paradigma del mejillón. En la fiesta de la noche de apertura, él discute con su amante mucho más joven, Juan (Miguel Molina), sus planes de verano. Pablo se quedaría en Madrid trabajando en un nuevo proyecto, mientras que Juan se iría a su ciudad natal en el sur para trabajar en un bar y quedarse con su familia. Pablo está enamorado de Juan, pero se da cuenta de que su amor no regresa con la intensidad que desea.
Pablo está muy cerca de su hermana transexual, Tina (Carmen Maura), una actriz que lucha. Tina ha sido abandonada recientemente por su amante lesbiana, una modelo, que la dejó a cargo de su hija Ada, de diez años. Frustrada en su relación con los hombres, Tina dedica su tiempo a Ada, siendo una madre sustituta amorosa. La precoz Ada no extraña a su fría madre. Ella es más feliz viviendo con Tina y pasando tiempo con Pablo, de quien tiene un enamoramiento. Tina, Ada y Pablo forman un punto familiar inusual. Pablo cuida de las dos. Para su próximo proyecto, Pablo escribe una adaptación del monólogo de Cocteau, La voix humaine, que interpretará su hermana.
En la noche de estreno de la obra, Pablo conoce a Antonio (Antonio Banderas), un joven que ha estado obsesionado con el director desde que vio la película El paradigma del mejillón. Al final de la tarde se van a casa juntos y tienen relaciones sexuales. Para Antonio, esta es su primera experiencia homosexual, mientras que Pablo lo considera un episodio lujurioso. Pablo todavía está enamorado de su amante Juan. Antonio entiende mal las intenciones de Pablo y toma su encuentro como una relación. Pronto revela su comportamiento posesivo como amante.
Antonio se encuentra con una carta de amor dirigida a Pablo, firmada por Juan, pero que en realidad fue escrita por Pablo para sí mismo. La carta hace que Antonio caiga en una furia celosa, pero tiene que regresar a su Andalucía natal, donde vive con su dominante madre alemana. Como prometió, Pablo le envía a Antonio una carta firmada con Laura P, el nombre de un personaje inspirado por su hermana en un guion que está escribiendo. En su carta, Pablo le dice a Antonio que ama a Juan y que tiene la intención de unirse a él. Sin embargo, Antonio, que está celoso y quiere deshacerse de Juan, llega primero. Antonio quiere poseer todo lo que le pertenece a Pablo y trata de tener sexo con Juan. Cuando Juan reprende sus avances, Antonio lo arroja por un precipicio. Después de matar a su rival, Antonio se dirige rápidamente a su ciudad natal. Pablo se convierte en sospechoso del crimen porque la policía encontró en el puño de Juan una pieza de ropa que combina con una camisa distintiva propiedad de Pablo. De hecho, Antonio llevaba una réplica exacta cuando mató a Juan.
Pablo conduce hacia abajo para ver a su amante muerto, se da cuenta de que Antonio es responsable del asesinato y lo confronta al respecto. Tienen una discusión y Pablo se va perseguido por la policía. Cegado por las lágrimas, choca su auto hiriéndose en la cabeza. Se despierta en un hospital con amnesia. La madre de Antonio muestra a la policía las cartas que recibió su hijo firmadas con Laura P. La misteriosa Laura P se convierte en la principal sospechosa, pero la policía no puede encontrarla. Antonio regresa a Madrid y, para acercarse a Pablo, que todavía está en el hospital, seduce a Tina, quien cree que su amor es genuino.
Para ayudar a su hermano a recuperar su memoria, Tina le cuenta sobre su pasado. Nacida de niño, en su juventud comenzó una aventura con su padre. Ella se escapó con él y tuvo una operación de cambio de sexo para complacerlo, pero él la dejó por otra mujer. Cuando terminó su relación incestuosa, Tina regresó a Madrid, coincidiendo con la muerte de su madre, y se reunió con Pablo. Tina ha estado agradecida con Pablo que no la juzgó. Tina también le dice que ha encontrado un amante. Pablo comienza a recuperarse gradualmente; se da cuenta de que el nuevo amor de Tina es Antonio y que ella está en peligro. Él va con la policía al departamento de Tina donde Antonio la tiene como rehén. Antonio amenaza con un baño de sangre a menos que pueda pasar una hora a solas con Pablo. Pablo acepta y se une a él. Hacen el amor y Antonio se suicida.

## Reparto
| Actor                      | Personaje            |
| -------------------------- | -------------------- |
| Eusebio Poncela            | Pablo Quintero       |
| Carmen Maura               | Tina Quintero        |
| Antonio Banderas           | Antonio Benítez      |
| Miguel Molina              | Juan Bermúdez        |
| Fernando Guillén           | Inspector de policía |
| Manuela Velasco            | Ada, niña            |
| Nacho Martínez             | Dr. Martín           |
| Bibiana Fernández          | Ada, madre           |
| Helga Liné                 | Madre de Antonio     |
| Germán Cobos               | El Cura              |
| Fernando Guillén Cuervo    | Policía hijo         |
| Marta Fernández Muro       | Groupi               |
| Alfonso Vallejo (Sargento) | Actor                |
| Maruchi León               | Hermana de Juan      |
| Agustín Almodóvar          | Abogado              |
| Rossy de Palma             | Locutora de TV       |

## Producción
Entre las localizaciones de rodaje se encuentra el Cuartel del Conde Duque de Madrid, y el Faro de Trafalgar, en Barbate.

## Premios
Fue ganadora del primer premio Teddy a mejor película LGBT en el Festival Internacional de Berlín.

### Festival de cine de Bogotá
| Año  | Categoría      | Película         | Resultado |
| ---- | -------------- | ---------------- | --------- |
| 1987 | Mejor Director | La ley del deseo | Ganador   |

Fotogramas de Plata
| Categoría               | Persona                 | Resultado |
| ----------------------- | ----------------------- | --------- |
| Mejor película española | Mejor película española | Ganadora  |
| Mejor actor de cine     | Antonio Banderas        | Candidato |
| Mejor actriz de cine    | Carmen Maura            | Candidata |

### Otros premios[4][5][6][7][8][9][10]
| Premios                                                 | Categoría                                     | Resultado |
| ------------------------------------------------------- | --------------------------------------------- | --------- |
| Festival Internacional de Cine de Berlín                | Teddy Award                                   | Ganador   |
| Premios Sant Jordi de Cinematografía                    | Rosa de Sant Jordi Premio del Público         | Ganador   |
| Premios Sant Jordi de Cinematografía                    | Mejor Actor – Antonio Banderas                | Ganador   |
| San Francisco International Lesbian & Gay Film Festival | Premio del Público                            | Ganadora  |
| Premios Onda Madrid                                     | Premio Mejor Película                         | Ganadora  |
| Premios Onda Madrid                                     | Premio Mejor Director – Pedro Almodóvar       | Ganador   |
| Festival Internacional de Cine de Río de Janeiro        | Premio Tucán Mejor Director – Pedro Almodóvar | Ganador   |
| Asociación de Críticos de Cine de Los Ángeles           | Premio New Generation – Pedro Almodóvar       | Ganador   |
| Premio Long Play                                        | Premio Mejor Director – Pedro Almodóvar       | Ganador   |